# 주낙현
주낙현(朱洛炫)(1968년 - ) 신부는 대한 성공회 사제이다. 성공회 신명은 요셉이다. 전라북도 김제시 출생. 한국기독교장로회의 민중교회 구리시 구민교회에 설립에 참여했고, 1991년 성공회로 옮겼다.
연세대학교 신과대학에서 신학을 전공했고, 동대학교 연합신학대학원 교회사를 전공했다. 이후 성공회대학교 신학대학원에서 성직 과정을 수료했다. 미국 캘리포니아 버클리 성공회 신학대학원 (Church Divinity School of the Pacific)에서 공부하고, 버클리 연합신학대학원 (Graduate Theological Union)에서 전례학과 성공회 신학 연구로 박사 과정을 수료했다.
대한성공회 서울교구에서 1999년에 부제 서품을, 2001년에 사제 서품을 받았다.
2002년까지 대한성공회 서울교구 선교교육원 간사와 총무를 역임했고, 성가수녀회 채플린으로 일했다. 미국 성공회 샌프란시스코 한인교회 세인트 패트릭 교회를 담담하였고, 실리콘밸리의 서니베일 소재 성공회 세인트 토마스 교회에서 한인 사목을 개척했다.  
2014년 대한성공회 서울주교좌성당 보좌사제로 부임하여. 주로 청년 사목, 새교우 사목, 전례 사목을 맡으며, 신학잡담회와 성공회청년성찬례를 시작하였다. 새교우를 위한 즉석 질문과 답변 시간인 신앙즉문즉답을 개설하여 진행했다. 2019년 2월 서울주교좌성당 주임사제로 부임했다.
성공회대학교 신학대학원에서 전례학과 설교학을 강의하기도 한다.
대한성공회 주교원 산하 전례위원회 위원장이며, 법규위원회 위원이다. 
세계성공회 전례협의회(IALC International Anglican Liturgical Consultation)의 운영위원을 역임했고, 세계성공회 일치 신앙 직제 위원회(IASCUFO Inter-Anglican Standing Commission on Unity Faith and Order)의 위원으로 활동하고 있다. 

## 같이 보기
- 성공회